# Skwer Kościuszki w Gdyni
Skwer Kościuszki – reprezentacyjna ulica (kategoria: droga powiatowa) Śródmieścia Gdyni stanowiąca wspólnie z ulicą 10 Lutego i aleją Jana Pawła II wizytówkę Gdyni. Skrzyżowanie skweru z ulicami Świętojańską i 10 Lutego jest punktem centralnym Gdyni.

## Ważniejsze obiekty

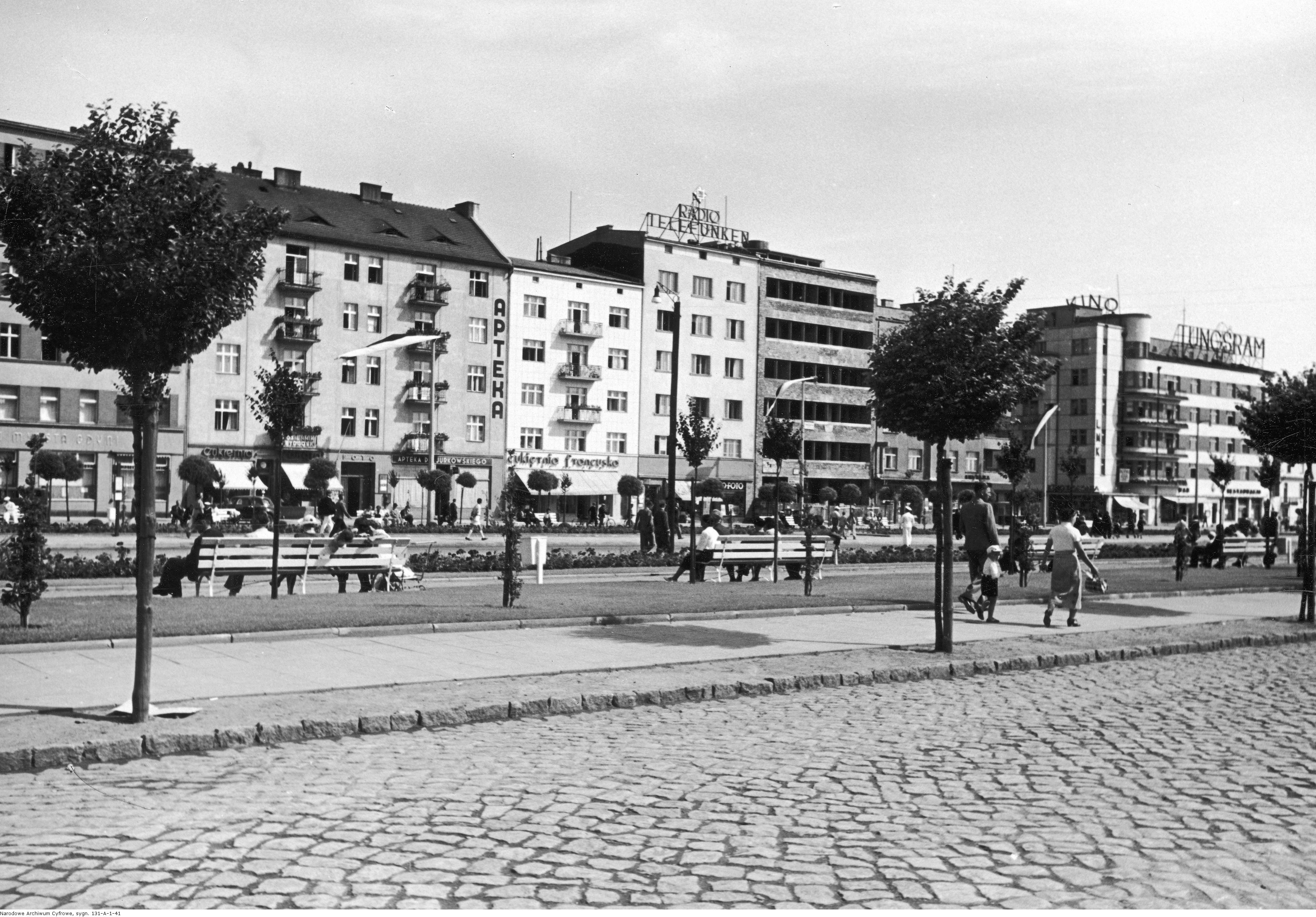
Skwer Kościuszki w okresie międzywojennym

- Dowództwo Marynarki Wojennej, oficjalny adres: ul. Waszyngtona 44
- Centrum Kultury i Rozrywki „Gdynia Waterfront”, zwane też jako „Centrum Gemini” (kompleks kinowo-gastronomiczny), otwarte w r. 2000, w 2018 zamknięte i rozebrane, w maju 2021 planowane rozpoczęcie planowanych do 2023 prac budowlanych nad nową zabudową[2][3]; oficjalny adres: ul. Waszyngtona 21
- Kamienica Pręczkowskich z 1937 (skwer Kościuszki 10-12)
- Kamienica Zygmunta Peszkowskiego z 1928 (14)
- Kamienica Adama Jurkowskiego z 1938 (16)
- Pomniki: odsłonięty 24 czerwca 2018 z okazji 100-lecia Marynarki Wojennej niedokończony pomnik Polski Morskiej (proj. prof. Andrzej Getter; koszt realizacji 3 mln zł), którego najwyższym elementem jest 9-12-metrowa bryła ze stali nierdzewnej; jej środkowa część, zwieńczona godłem Polski, ma nawiązywać do sztandaru lub gali banderowej; do kwietnia 2018 znajdowała się w tym miejscu płyta „Marynarz Polski” z urnami z ziemią z pól bitewnych; wcześniej, w 1990 zdemontowano obelisk ku czci Armii Radzieckiej, tzw. Nataszę[4][5][6].

oraz tablica upamiętniająca wizytę Jana Pawła II; a także przy granicy Skweru Kościuszki i Mola Południowego zlokalizowana jest fontanna, która istniała w innym kształcie już przed wojną.
W 1904 Towarzystwo Kąpielowe „Weichsel” postawiło w centrum obecnego Skweru drewniano-murowany budynek Domu Zdrojowego (wzgl. Domu Kuracyjnego, niem. Kurhaus) z obszerną werandą, a także 50-metrowym drewnianym molem oraz damskimi i męskimi łazienkami kąpielowymi. Po I wojnie światowej Dom Kuracyjny został oddany w dzierżawę, a następnie przejęty przez miasto i w 1934 z powodu złego stanu technicznego rozebrany.
W południowej części placu, przy Parku Rady Europy, przewidywane jest powstanie kolejnego hotelu.

## Granice skweru Kościuszki
Często mylnie skwerem Kościuszki nazywa się obszar od skrzyżowania ulic Świętojańskiej i 10 Lutego aż po kraniec pirsu. W rzeczywistości skwer Kościuszki to obszar pomiędzy wspomnianym skrzyżowaniem a początkiem pirsu. Sam pirs nosi nazwę Molo Południowe, przez który przebiega aleja Jana Pawła II (dawniej aleja Zjednoczenia, jeszcze dawniej aleja Zjednoczenia Ziem Polskich).
Granica skweru Kościuszki i Mola Południowego znajduje się na wysokości przedłużenia Nabrzeża Prezydenta.

## Uwagi na temat granicy skweru Kościuszki

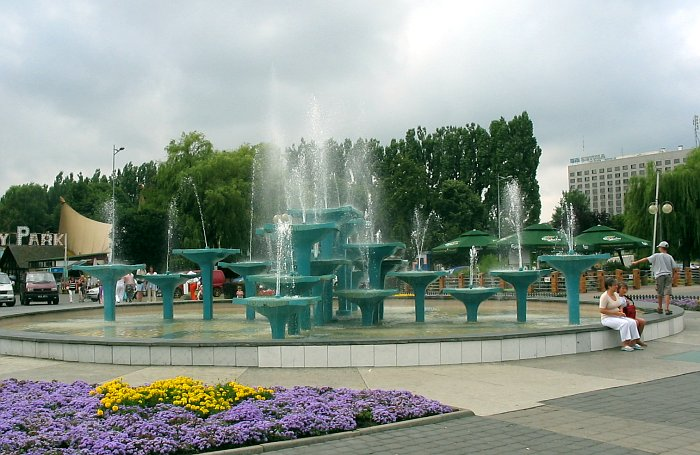
Fontanna w pobliżu skweru Kościuszki

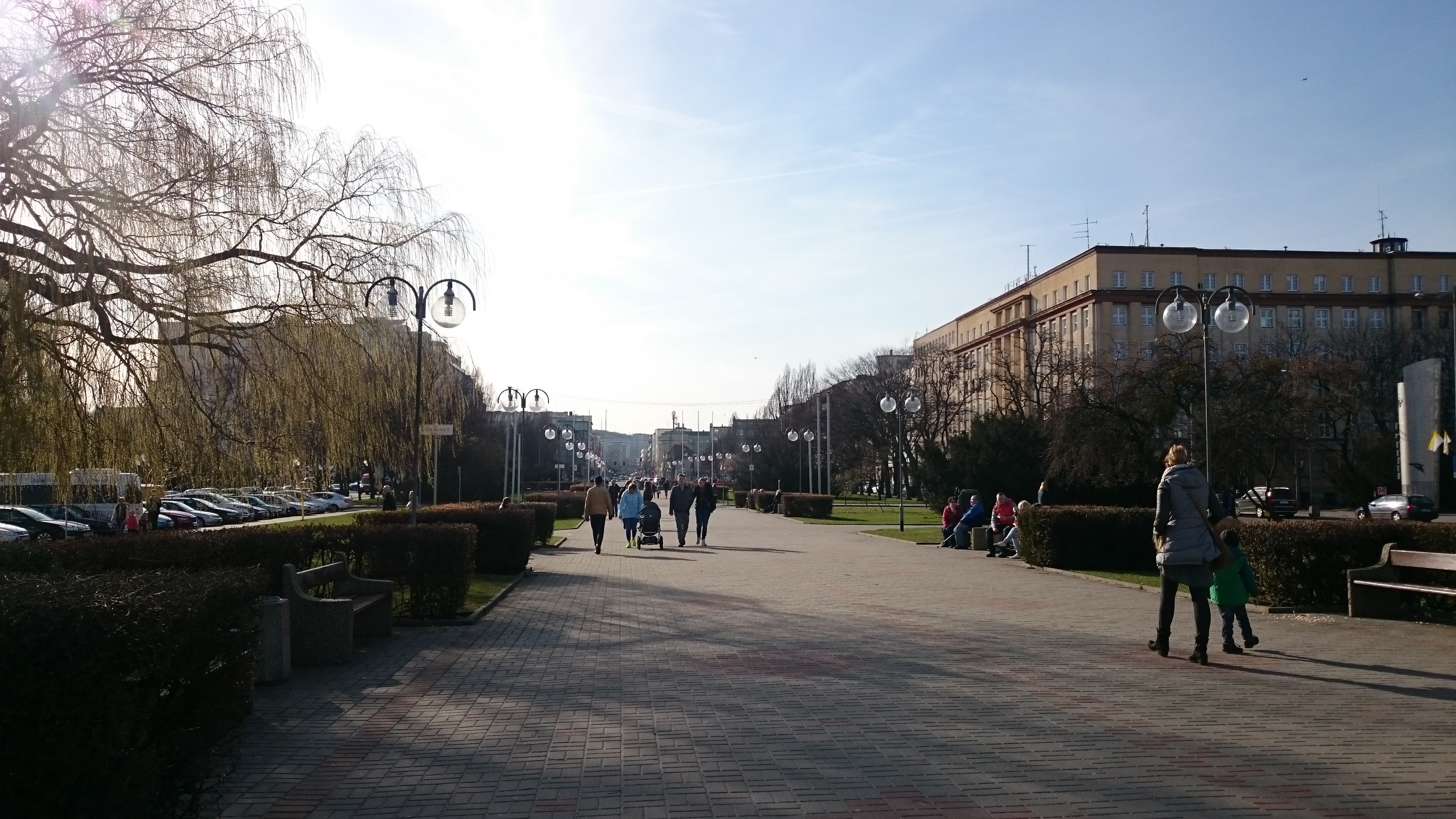
Widok w kierunku zachodnim na skwer Kościuszki, po lewej stronie budynek Inspektoratu (Dowództwa) Marynarki Wojennej, 2016 r.